# Сьвебодзін (Домбровський повіт)
Сьвебодзін (пол. Świebodzin) — село в Польщі, у гміні Болеслав Домбровського повіту Малопольського воєводства.
Населення — 361 особа (2011).
У 1975-1998 роках село належало до Тарновського воєводства.

## Демографія
Демографічна структура станом на 31 березня 2011 року:
|          | Загалом | Допрацездатний вік | Працездатний вік | Постпрацездатний вік |
| -------- | ------- | ------------------ | ---------------- | -------------------- |
| Чоловіки | 188     | 43                 | 128              | 17                   |
| Жінки    | 173     | 28                 | 100              | 45                   |
| Разом    | 361     | 71                 | 228              | 62                   |